# John Alvbåge
John Alvbåge (* 10. August 1982 in Göteborg) ist ein schwedischer Fußballspieler. Der Torwart, der 2006 in der schwedischen Nationalmannschaft debütierte, gehörte im selben Jahr als Ersatzmann zum Kader der Landesauswahl bei der Weltmeisterschaft in Deutschland. Mit IFK Göteborg gewann er zweimal den schwedischen Landespokal, 2015 wurde er als Torhüter des Jahres in der Allsvenskan ausgezeichnet.

## Werdegang
Alvbåge begann mit dem Fußballspielen beim Göteborger Vorortverein Torslanda IK. Dort durchlief er die Jugendmannschaften, mit denen er an internationalen Turnieren teilnahm. Als 15-Jähriger rückte er in den Kader der Männermannschaft auf, für die er 1999 beim 0:0-Unentschieden gegen IF Heimer in der drittklassigen Division 2 Västra Götaland debütierte. Parallel hatte er sich sowohl in die schwedische Nachwuchsnationalmannschaften als auch die Göteborger Juniorenstadtauswahl, in der er an der Seite von Spielern wie Tobias Hysén oder Kim Källström auflief, gespielt.
Vor der Erstligaspielzeit 2000 wechselte Alvbåge zu Västra Frölunda IF, seinerzeit einer von fünf Göteborger Vereinen in der Allsvenskan, der obersten schwedischen Liga. Im Saisonverlauf kam er zu zwölf Einsätzen, in denen er den Abstieg des Klubs aus der Erstklassigkeit nicht verhindern konnte. In der Zweitligaspielzeit 2001 verpasste er als Stammtorhüter mit der Mannschaft als Tabellenneunter den direkten Wiederaufstieg, wurde aber zum Spieler des Jahres beim Klub gekürt. In der folgenden Spielzeit dominierte er lange Zeit mit dem Klub die Superettan. Nachdem gegen Saisonende einige Partien verloren gingen, belegte die Mannschaft lediglich den Relegationsplatz. Dort traf Alvbåge mit seinem Klub auf IFK Göteborg, durch ein 1:1-Unentschieden und eine 0:2-Niederlage verpasste er den Wiederaufstieg.
Alvbåge verließ daraufhin den Klub und kehrte in die Allsvenskan zurück. Der von Örebro SK neu verpflichtete Trainer Stefan Lundin lotste ihn zum Klub aus Närke, bei dem er einen Drei-Jahres-Vertrag unterschrieb. Mit dem Klub belegte er Mittelfeldplätze in der Allsvenskan, ehe dem Verein im Anschluss an die Spielzeit 2004 aufgrund ökonomischer Probleme die Lizenz entzogen wurde.
Daraufhin wechselte Alvbåge erneut den Verein und schloss sich IFK Göteborg an. Hier blieb ihm die Rolle des Ersatzmannes hinter Bengt Andersson, so dass er nach einem halben Jahr weiterzog. Nächster Station war der dänische Verein Viborg FF, bei dem er den zum FC Kopenhagen abgewanderten Jesper Christiansen ersetzte. Als Stammspieler empfahl er sich für die schwedische Nationalmannschaft, in der er am 23. Januar 2006 bei einem Freundschaftsspiel gegen die jordanische Landesauswahl debütierte. Im Sommer wurde er neben Rami Shaaban als Ersatzmann von Andreas Isaksson als Ersatztorhüter beim Weltmeisterschaftsturnier berücksichtigt.
Im Laufe Allsvenskan-Spielzeit 2008 kehrte Alvbåge nach Schweden zurück und heuerte erneut bei Örebro SK an, bei dem er als Rückennummer sein Geburtsjahr „82“ erhielt. Dort verdrängte er Peter Westman als Stammtorhüter und schaffte 2009 im Rahmen der Winterländerspiele der schwedischen Auswahl, bei denen er anlässlich der des 1:0-Sieges über die mexikanische Nationalmannschaft zu seinem vierten Länderspieleinsatz kam, die Rückkehr in die Nationalmannschaft. Auch in der anschließenden Spielzeit war er Stammtorhüter und verhalf an der Seite von Patrik Anttonen, Kim Olsen und Samuel Wowoah dem Klub zum sechsten Tabellenplatz. Unter Trainer Sixten Boström setzte die Mannschaft in der folgenden Spielzeit den Höhenflug fort und platzierte sich hinter Meister Malmö FF und Helsingborgs IF auf dem dritten Tabellenrang. In der Spielzeit 2011 verpasste er einzig aufgrund eines Platzverweises ein Saisonspiel, als Stammspieler trug er zum Klassenerhalt als Tabellenzwölfter bei.
Nachdem bei seinem ehemaligen Klub IFK Göteborg weder Marcus Sandberg noch Nachwuchstorhüter Erik Dahlin als Torhüter überzeugt hatten, holte der Klub Alvbåge ab der Spielzeit 2012 zurück. In den folgenden Jahren war er Stammtorhüter des Klubs und erreichte mit der Mannschaft zweimal das Endspiel um den schwedischen Landespokal. Im Endspiel der Ausgabe 2012/13 gegen Djurgårdens IF fiel die Entscheidung im Elfmeterschießen, dabei wurde er einzig von Andreas Johansson bezwungen, so dass nach drei verwandelten Strafstößen auf Göteborger Seite der Titel gewonnen wurde. Zwischenzeitlich in der Spielzeit 2014 verletzungsbedingt zeitweise durch Sandberg vertreten und verdrängt, war er im folgenden Jahr wieder Stammkraft. Im Pokalwettbewerb 2014/15 erreichte er mit dem Klub erneut das Finale, dieses Mal gelang durch einen 2:1-Erfolg gegen Örebro SK nach Toren von Lasse Vibe und Søren Rieks bei einem Gegentreffer von Ayanda Nkili der Triumph bereits in der regulären Spielzeit.
Anfang 2017 wechselte Alvbåge auf Leihbasis für ein halbes Jahr in die Vereinigten Staaten zu Minnesota United, da Trainer Jörgen Lennartsson den Torwartkonkurrenten Erik Dahlin sowie Pontus Dahlberg vertraute. Dort konnte er nicht überzeugen, so dass das im Juli auslaufende Leihgeschäft nicht zu einem weiteren Transfer führte. Kurze Zeit später verlieh ihn der Klub erneut, dieses Mal bis Jahresende zum norwegischen Klub Stabæk Fotball. Nach seiner abermaligen Rückkehr nach Schweden nach Saisonende verließ er IFK Göteborg im Januar dauerhaft, dieses Mal wechselte er nach Zypern und schloss sich mit einem Ein-Jahres-Vertrag mit Option auf Verlängerung bis zum Sommer 2019 dem mehrfachen Meister Omonia Nikosia an. Bei seinem Debüt gegen Anorthosis Famagusta Anfang Februar verletzte er sich nach knapp einer halben Stunde und wurde durch Nachwuchstalent Andreas Christodoulou ersetzt, anschließend musste er sich einer Operation unterziehen und fiel mehrere Monate aus. In der Sommerpause verlieh ihn der Klub an den Ligakonkurrenten Nea Salamis Famagusta. Hier blieb ihm jedoch hinter Robert Veselovsky lediglich die Rolle des Ersatzmannes, im Januar 2019 bestritt er seine einzige Ligapartie für den Klub in der First Division.
Im März 2019 kehrte Alvbåge nach Schweden zurück, wo er sich dem Erstligisten IK Sirius anschloss und einen bis zum Ende der Spielzeit 2019 gültigen Kontrakt unterzeichnete. Nach Auslaufen seines Vertrages zum Jahresende war er nur kurzzeitig vereinslos, bereits Ende Januar 2020 unterzeichnete er einen Kontrakt beim Drittligisten Lindome GIF in der Division 1. In der Spielzeit 2020 bestritt er 26 der 30 Saisonspiele und belegte mit der Mannschaft den vierten Tabellenplatz in der Südstaffel, auf den von Landskrona BoIS belegten Relegationsplatz hatte sie elf Punkte Rückstand. Auch hier wurde der auslaufende Vertrag dennoch nicht verlängert, in der Folge hielt er sich bei seinem Ex-Klub Örebro SK fit. Hier kam er jedoch nicht vertraglich unter, Anfang April 2021 unterzeichnete er stattdessen ein bis zum Juli des Jahres laufendes Arbeitspapier beim Superettan-Klub Akropolis IF. Nachdem er in sieben Spielen zum Einsatz gekommen war, verlängerte der Klub im Sommer den Vertrag bis zum Saisonende. Zum Saisonende verpasste der Klub den Klassenerhalt und erhielt keine Lizenz für die Division 1.
Nach dem Abstieg beendete Alvbåge seine höherklassige Karriere und schloss sich dem Sechstligisten IFK Lindesberg in der Division 4 an, zwei Jahre zuvor war er von Göteborg nach Lindesberg mit seiner Familie umgesiedelt.